# Linda
Linda je ženské křestní jméno nejasného původu a významu. Pochází buď od německého výrazu lind – „jemný, mírný“ či linde – lípa anebo španělského slova linda – krásná.
Podle českého kalendáře má svátek 1. září.

## Domácké podoby
Linduška, Lindička, Linďa, Linďula, Lindík, Linďoušek[zdroj⁠?!]

## Statistické údaje
Následující tabulka uvádí četnost jména v ČR a pořadí mezi ženskými jmény ve srovnání dvou roků, pro které jsou dostupné údaje MV ČR – lze z ní tedy vysledovat trend v užívání tohoto jména:
| Rok       | Četnost    | Pořadí   |
| 1999      | 4123       | 130.     |
| 2002      | 4354       | 124.     |
| Porovnání | o 231 více | o 6 lépe |

Změna procentního zastoupení tohoto jména mezi žijícími ženami v ČR (tj. procentní změna se započítáním celkového úbytku žen v ČR za sledované tři roky) je +6,4 %, což svědčí o poměrně strmém nárůstu obliby tohoto jména.

## Známé nositelky jména
- Linda Rybová – česká herečka
- Linda Vojtová – česká topmodelka
- Linda Nosková – česká tenistka
- Linda Nývltová – slovenská topmodelka
- Linda Ulvaeus – švédská zpěvačka a divadelní a filmová herečka
- Linda Evangelista – kanadská modelka
- Linda McCartney – americká fotografka, klávesistka, aktivistka za práva zvířat
- Linda Blair – americká herečka
- Linda Gray – americká herečka

## Linda jako příjmení
- Josef Linda – český spisovatel
- Bogusław Linda – polský herec a režisér